# 15509 Annejing
15509 Annejing eller 1999 TX113 är en asteroid i huvudbältet som upptäcktes den 4 oktober 1999 av LINEAR i Socorro County, New Mexico. Den är uppkallad efter Anne Jing.
Asteroiden har en diameter på ungefär 5 kilometer.